# Duomyia smaragdina
Duomyia smaragdina är en tvåvingeart som beskrevs av Mcalpine 1973. Duomyia smaragdina ingår i släktet Duomyia och familjen bredmunsflugor. Inga underarter finns listade i Catalogue of Life.